# Petre Maxim
Petre Maxim är en rumänsk kanotist.
Han tog bland annat VM-guld i C-2 10000 meter i samband med sprintvärldsmästerskapen i kanotsport 1970 i Köpenhamn.